# Tomàs Suñer i Ferrer
Tomàs Suñer i Ferrer (Ripoll, 1895 - Mendoza, Argentina, 1972) fou un llicenciat en Dret i diplomàtic català. Va ser subsecretari del ministeri Afers Exteriors, i ambaixador del govern espanyol en diversos països estrangers durant els el franquisme. Casat amb Martha Videla Leaniz.

## Biografia
Nascut el 1895 A Ripoll, és fill de Llorenç Suñer i Clot (+1919) i de Consol Ferrer i Saló (1867-1940). El seu pare, Llorenç Suñer és el fundador de la Banca Suñer de Ripoll. Tomàs Suñer passar la infància i primera joventut a Ripoll fins que es va traslladar a Barcelona per estudiar la carrera de Dret a la Universitat de Barcelona. El 1919 es graduarà amb les màximes qualificacions.

## Trajectòria durant la Monarquia i laSegona República[2]
Tècnic comercial de l'Estat, va ingressar a la carrera diplomàtica el 1921. Destinat primerament a Alemanya, Brasil i Argentina des de 1921 a 1932, va ser després interventor principal a Tetuan de la Delegació d'Afers Indígenes de l'Administració civil, de 1933 a 1936.

## Guerra Civil[3]
Donarà suport al Cop d'estat del 18 de juliol de 1936 i es posarà al servei del govern rebel de Burgos. Durant la Guerra Civil el govern rebel el nomenarà el seu delegat a Alger l'any 1937. Posteriorment serà enviat a l'Amèrica Llatina sent nomenat representant de l”Espanya nacional” a Xile durant 1938 i 1939, així com a encarregat de Negocis en aquest país, "per reconeixement del Govern nacional”.

## Trajectòria durant elfranquisme[3]
Després de la guerra va ser ministre plenipotenciari a l'Iran i cap dels “Serveis d'Amèrica del Ministeri d'Assumptes Exteriors” el 1943. Més tard va ser ministre a Tànger, i ministre conseller a l'ambaixada de París.
El 1943 fou nomenat subsecretari d'Afers Exteriors amb el ministre Alberto Martín Artajo des fínals de l944 fins a 1947. Fou també procurador a les Corts Espanyoles el 1946 -1947 elegit directament pel general Franco. Després d'haver estat cònsol general a Buenos Aires, va ser nomenat subsecretari d'Economia Exterior i Comerç, des d'abril de 1948 a juliol de 1951. Des d'aquells càrrecs presidirà nombroses negociacions econòmiques, comercials i de trànsit aeri amb diferents països europeus i americans, entre elles les del conveni amb l'Argentina (Protocolo Franco-Perón) de 1946 i acords aeris amb la Gran Bretanya i els Estats Units de 1950, la negociació sobre importació de cinema nord-americà a Espanya i el del crèdit nord-americà de $ 62.500.000 el gener del 1951, així com els acords de cooperació econòmica amb Portugal. El 1951 començarà la seva etapa d'ambaixador del govern espanyol sent successivament nomenat ambaixador d'Espanya a Lima (Perú), a Rio de Janeiro, (Brasil), Santiago de Xile, (Xile), i Caracas, (Veneçuela). L'any 1965 va demanar excedència voluntària, i 1966 es va jubilar definitivament del servei diplomàtic. Posseïa nombroses condecoracions.
Va morir a Mendoza (Argentina) el 21 de setembre de 1972.